# Beaumont-en-Argonne
Beaumont-en-Argonne település Franciaországban, Ardennes megyében. Lakosainak száma 422 fő (2022. január 1.). Beaumont-en-Argonne Belval-Bois-des-Dames, La Berlière, La Besace, Létanne, Saint-Pierremont, Sommauthe, Vaux-en-Dieulet, Yoncq, Laneuville-sur-Meuse és Mouzon községekkel határos.

## Népesség
A település népességének változása:
| Lakosok száma | 568  | 526  | 490  | 444  | 451  | 440  | 430  | 428  | 424  | 422  |
|               | 1968 | 1982 | 1990 | 2006 | 2013 | 2015 | 2017 | 2019 | 2020 | 2022 |